# Moussa Diabaté
Moussa Diabaté (ur. 21 stycznia 2002 w Paryżu) – francuski koszykarz, występujący na pozycji środkowego, aktualnie zawodnik Los Angeles Clippers oraz zespołu G-League – Ontario Clippers.
W 2021 wystąpił w spotkaniach wschodzących gwiazd amerykańskich szkół średnich McDonald’s All-American i Jordan Brand Classic.

## Osiągnięcia
Stan na 13 października 2023, na podstawie, o ile nie zaznaczono inaczej.
NCAA
- Uczestnik rozgrywek Sweet 16 turnieju NCAA (2022)
- Zaliczony do I składu najlepszych pierwszorocznych zawodników Big Ten (2022)

Indywidualne
- Zawodnik tygodnia G-League (13.12.2022)
- Zaliczony do:
  - I składu debiutantów G-League (2023)
  - III składu G-League (2023)

Reprezentacja
- Uczestnik mistrzostw Europy:
  - U–18 (2019 – 5. miejsce)
  - U–16 (2018 – 4. miejsce)